# Cuando-Cubango
Le Cuando-Cubango (aussi écrit Kuando-Kubango ou Kwando-Kubango) est une province de l'Angola. Sa population dépasse les 510 639 habitants en 2014 habitants sur une superficie de 199 049 km2. Sa capitale est la ville de Menongue. Le nom de la province provient des fleuves Kwando et Kubango.
La province était la base principale de l'UNITA de Jonas Savimbi durant les années 1980 et 1990.

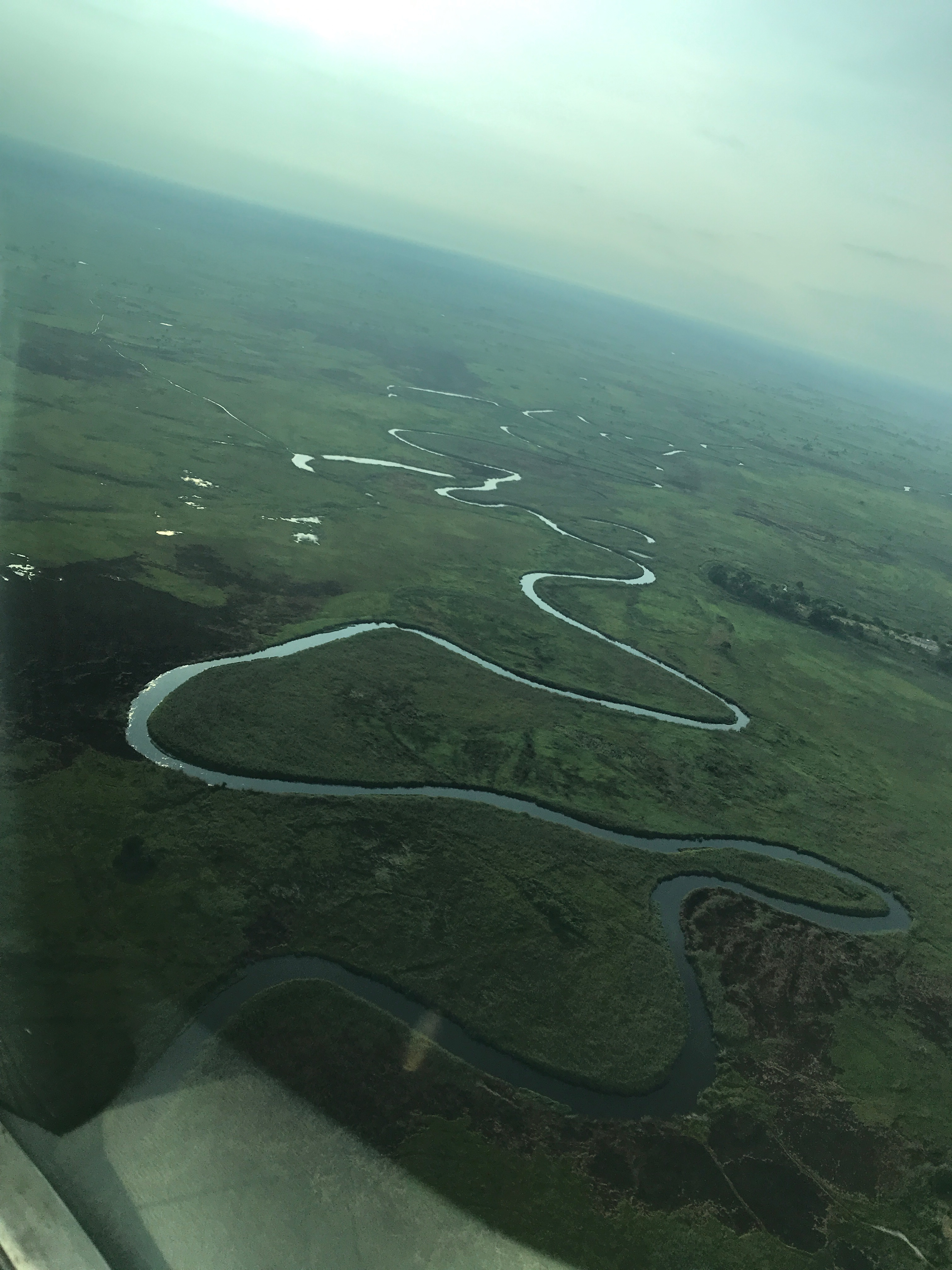
Province Cuando-Cubango

## Municipalités
La province de Cuando-Cubango est divisée en neuf municipalités :
- Calai
- Cuanavale
- Cuangar
- Cuchi
- Cuito
- Dirico
- Longa
- Mavinga
- Rivungo